# Tarokové karty
Tarokové karty jsou speciální typ hracích karet, kdy ke standardní sadě karet, je přidána ještě sada karet speciálních, tzv. taroků. Taroky se kombinují jak s francouzským, tak s italským typem karet, se sadou čítající jak čtyři, tak pět barev.

## Historie
Přesná historie vzniku tarokových karet není známá. Podle zpráv, které nám zanechalo středověké písemnictví, můžeme předpokládat, že taroky byly po jistou dobu používány samostatně a někdy během 15. století se spojily s klasickými kartami do jednoho balíčku.

## Použití
Odpradávna jsou však tarokové karty užívány především ke hře. Hra taroky je považována za jednu z nejpropracovanějších a spolu se Skatem a Piquetem se řadí k nejlepším karetním hrám.

## Základní typy

### Větev italská
- Benátský, jinak též lombardský – Jedná se o nejrozšířenější typ tarotových karet, balíček obsahuje 78 listů (velká arkána 22, malá arkána 56).
- Boloňský – Jeho autorství je přisuzováno Francescovi Fibbiovi, oproti předchozímu typu v tomto chybí dvojky až pětky a balíček tedy obsahuje pouze 68 listů.
- Minchiate, jinak též florentinský – Jeho autorství je přisuzováno samotnému Michelangelovi. Ze souboru Velkých arkán je odstraněna karta Boží dům (ve francouzské tradici také Dům Bůh) a je přidáno 20 nových karet (Naděje, Moudrost, Dobrota, Víra, Voda, Oheň, Země, Vzduch a 12 znamení zvěrokruhu) a celý balíček tak čítá 97 karet.

### Větev francouzská
V dalším vývoji hraje významnou úlohu také tarot Marseilleský, z kterého později vycházeli okultisté 19. století při svých pokusech vtisknout původnímu tarotu záměrný esoterický význam. Do Francie se dostaly karty postupně, hlavně přes kraj Lombardie (systémem řazení karet a symbolů spadá tato větev tematicky pod lombardský tarot). Tato větev byla později velmi důležitá, protože se jejím prostřednictvím tarot (taroková hra) šířil po Evropě. Nejednalo se o karty ručně kreslené a kolorované, nýbrž o dřevoryty tištěné na karton. Právě tisková technika umožňovala produkci velkých množství balíků a zakládání prvních profesionálních kartiérských dílen.
Toto jsou základní typy tarotových karet, můžeme se ovšem setkat i s typy jinými, které nejčastěji zahrnují různé krajové a dílenské modifikace.
Jednotlivé barvy malých arkán se velmi často (hlavně v pramenech se zaměřením na esoteriku a okultismus) spojují tematicky s antickými a renesančními filosofickými živly: mince se Zemí, poháry s Vodou, meče se Vzduchem či Vodou a hole s Ohněm či Zemí. Názory na přiřazení živlů mečům a holím se různí nejčastěji, někdy se lze setkat i s řazením zásadně jiným.
Patrně nejrozšířenější a nejpoužívanější jsou karty Aleistera Crowleyho – Thotův tarot či balík Arthura Edwarda Waitea. Oba byli ve své době členy okultních řádů a oba pro svoje balíky využili schopností výtvarnic (Waite Pamely Colmanové Smithové), Crowley pak Friedy Harrisové. Waiteův balík vyšel roku 1908, Crowleyho v roce 1944. Oba tyto balíčky se vyznačují velmi bohatou a rozšířenou esoterickou ikonografií (záměrnou). Arthur Edward Waite s Pamelou Colman Smithovou se patrně inspirovali kartami Sola Busca, jednou ze známých a dostupných verzí tarokové hry z renesanční Itálie – Malá arkána, do té doby v tradici dřevořezu bez figurálních motivů, najednou bohatě ilustrují. Právě to činí z moderních tarotů oblíbenou divinační a projekční pomůcku (karty obsahují řadu silně emočně nabitých scének s archetypickým pozadím). 
Tyto dva balíčky přispěly k šíření tarotu jako esoterické pomůcky, pomůcky k věštění. V současnosti se však objevují mnohem hlubší studie a pojednání o tarotu jako sémantickém systému, vlastně metajazyku symbolů nebo systému „optického jazyka“. Objevují se také snahy zavádět tarot do naprosto seriózních terapeutických přístupů v psychoterapii (většinou jako projekční materiál nebo materiál podporující imaginaci a nahlížení problému).

## Galerie
Na Moravě a v Čechách nejčastěji hraný[zdroj⁠?!] balíček karet od firmy Piatnik.

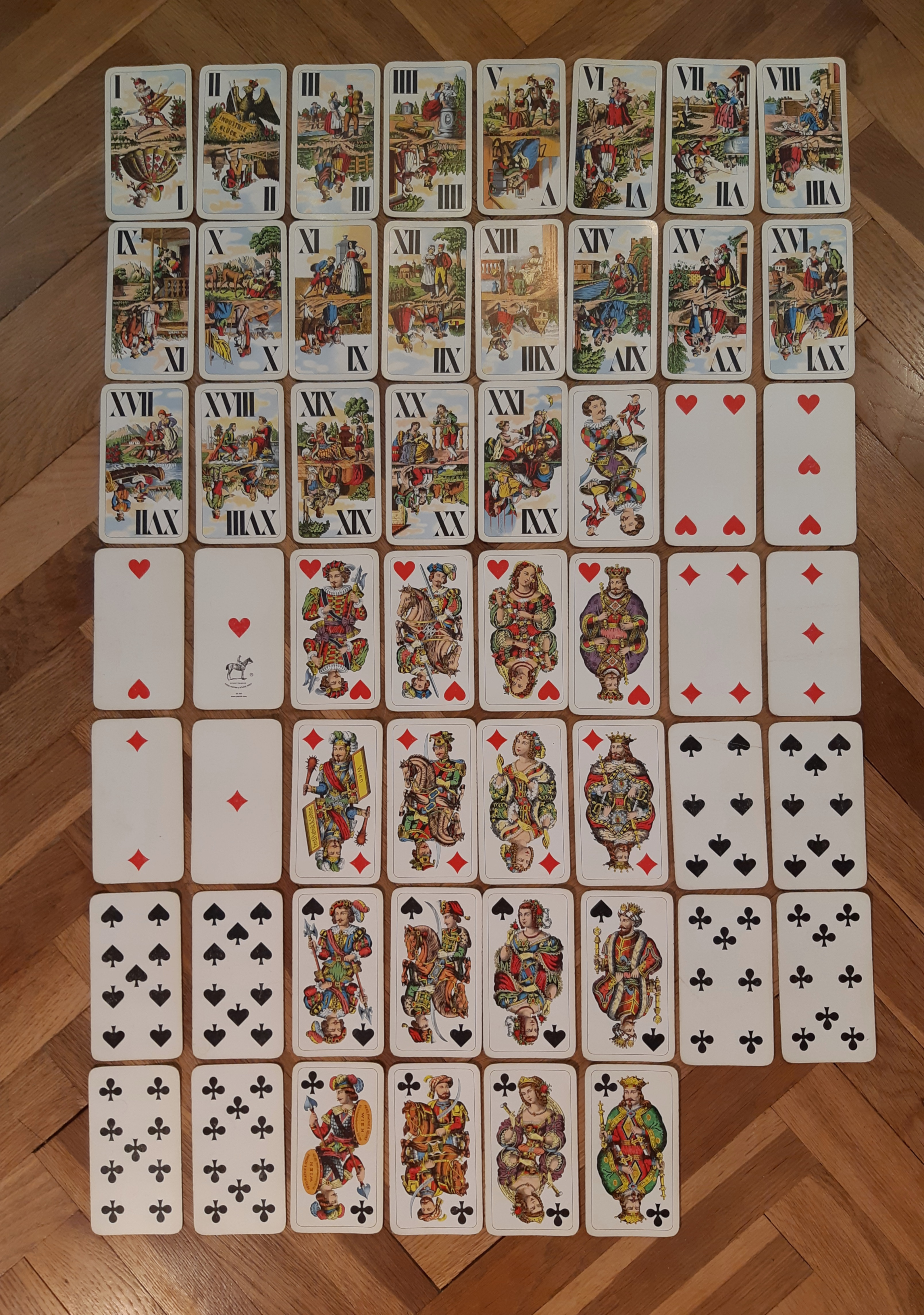
všech 54 listů
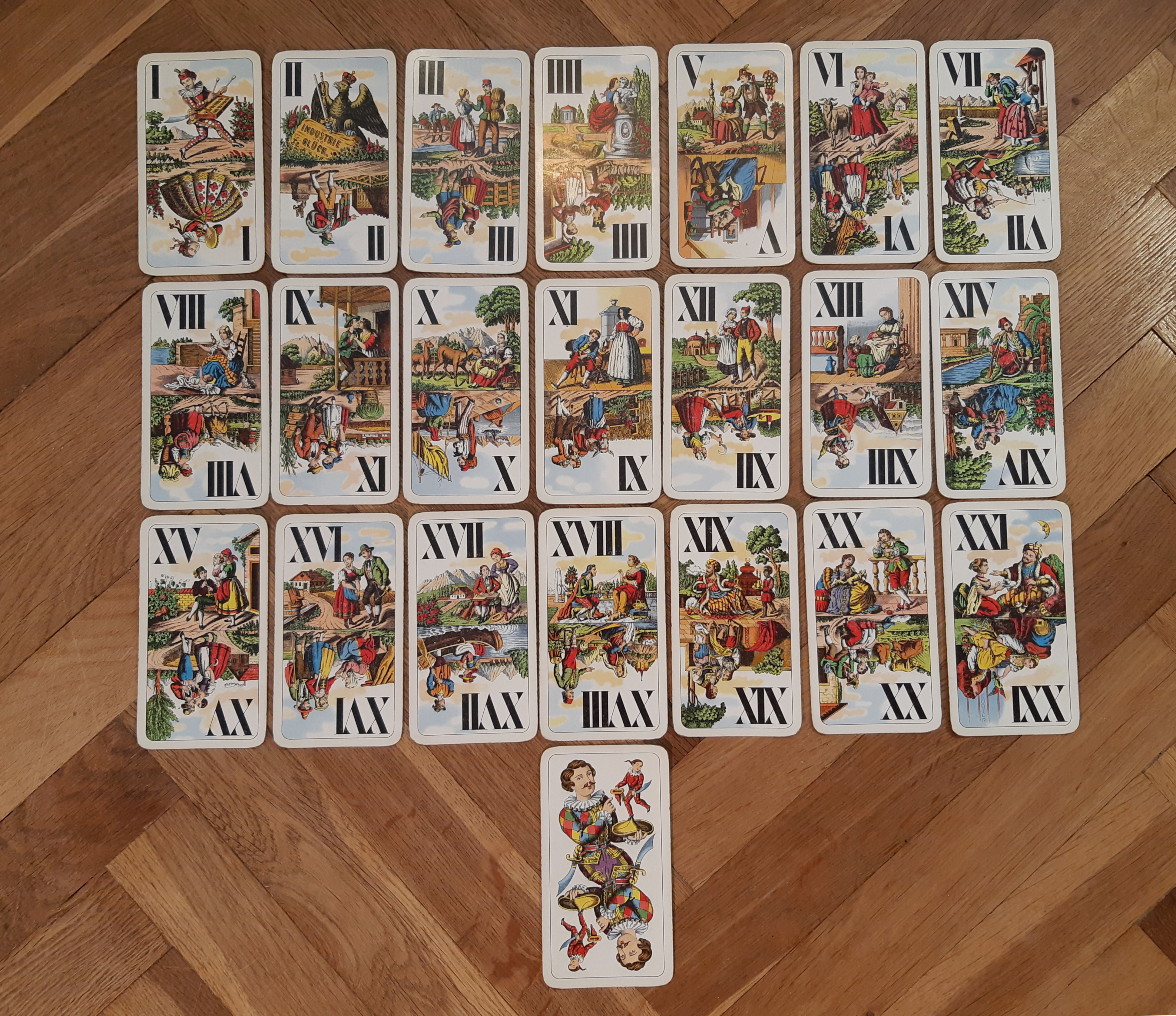
všechny taroky (trumfy)
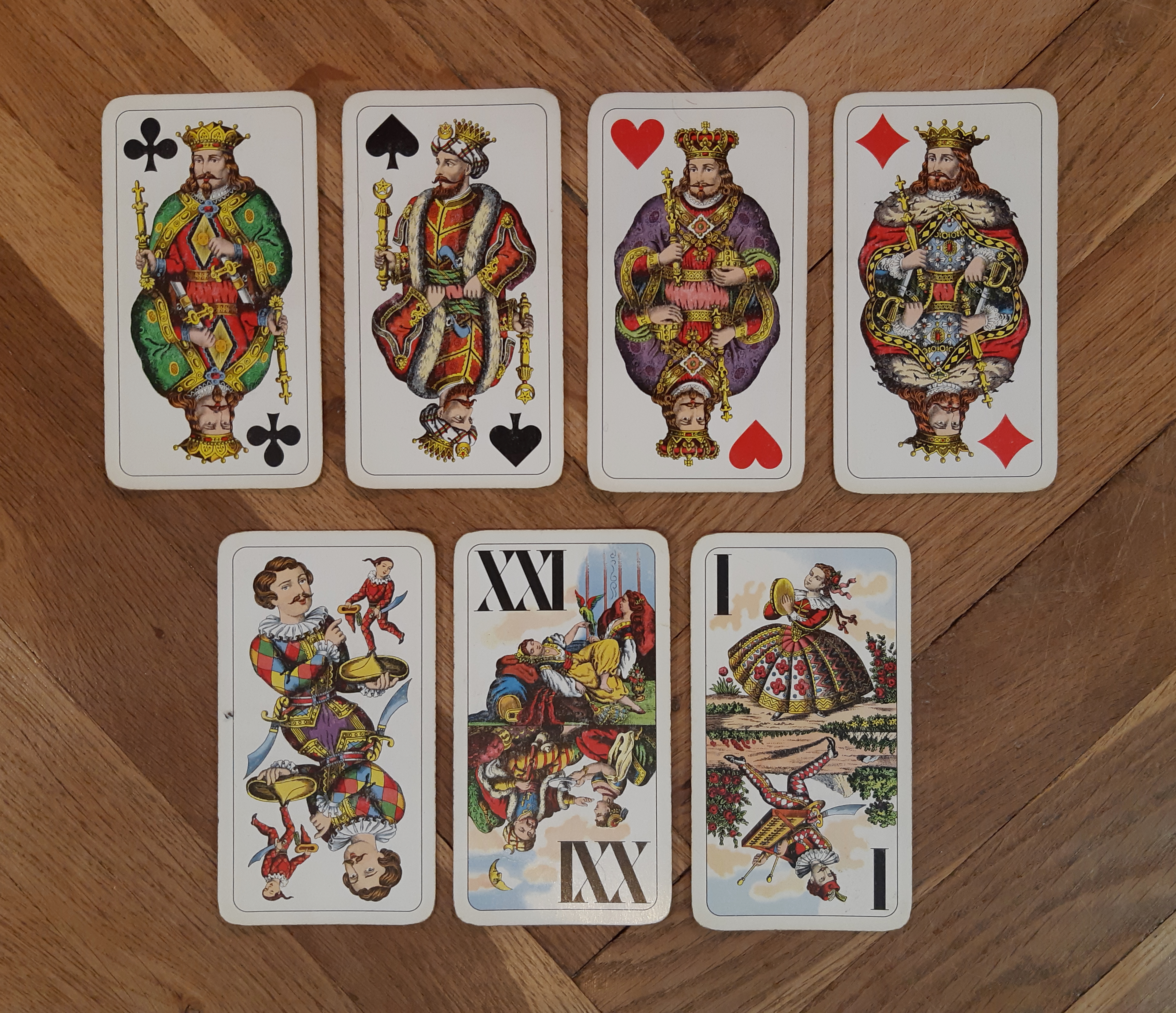
všechny pětibodové karty (honery a trul)
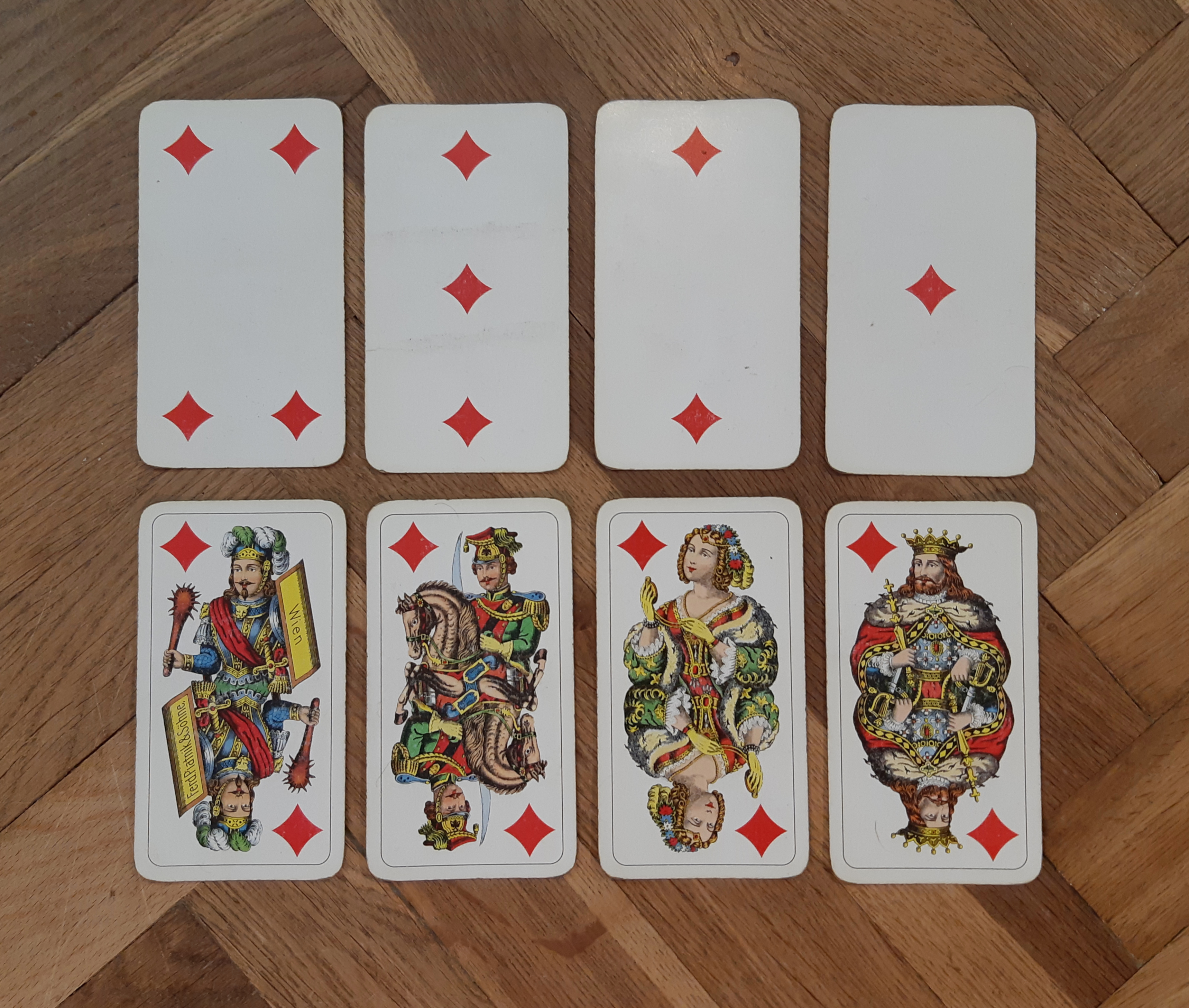
kárové karty
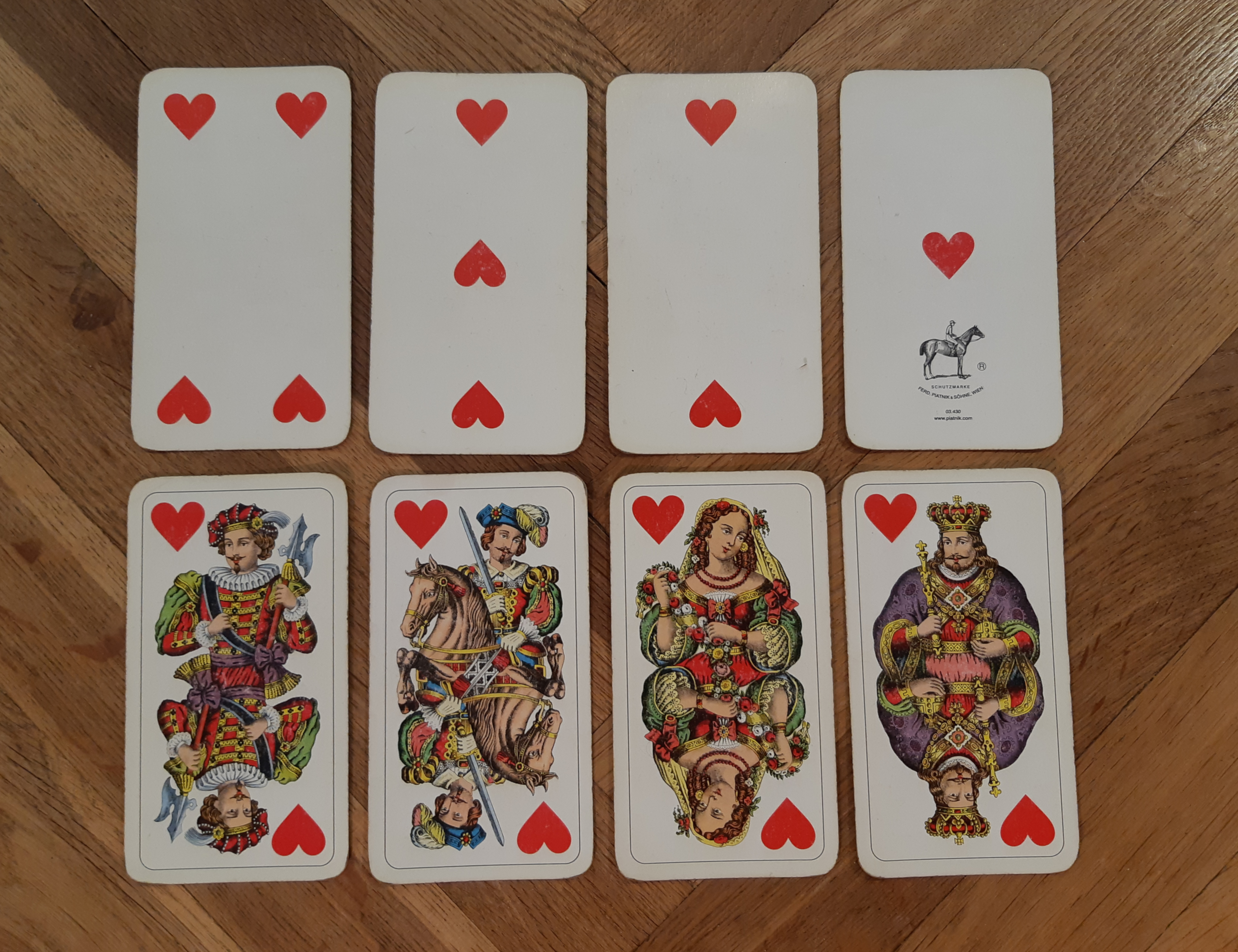
srdcové (hercové) karty
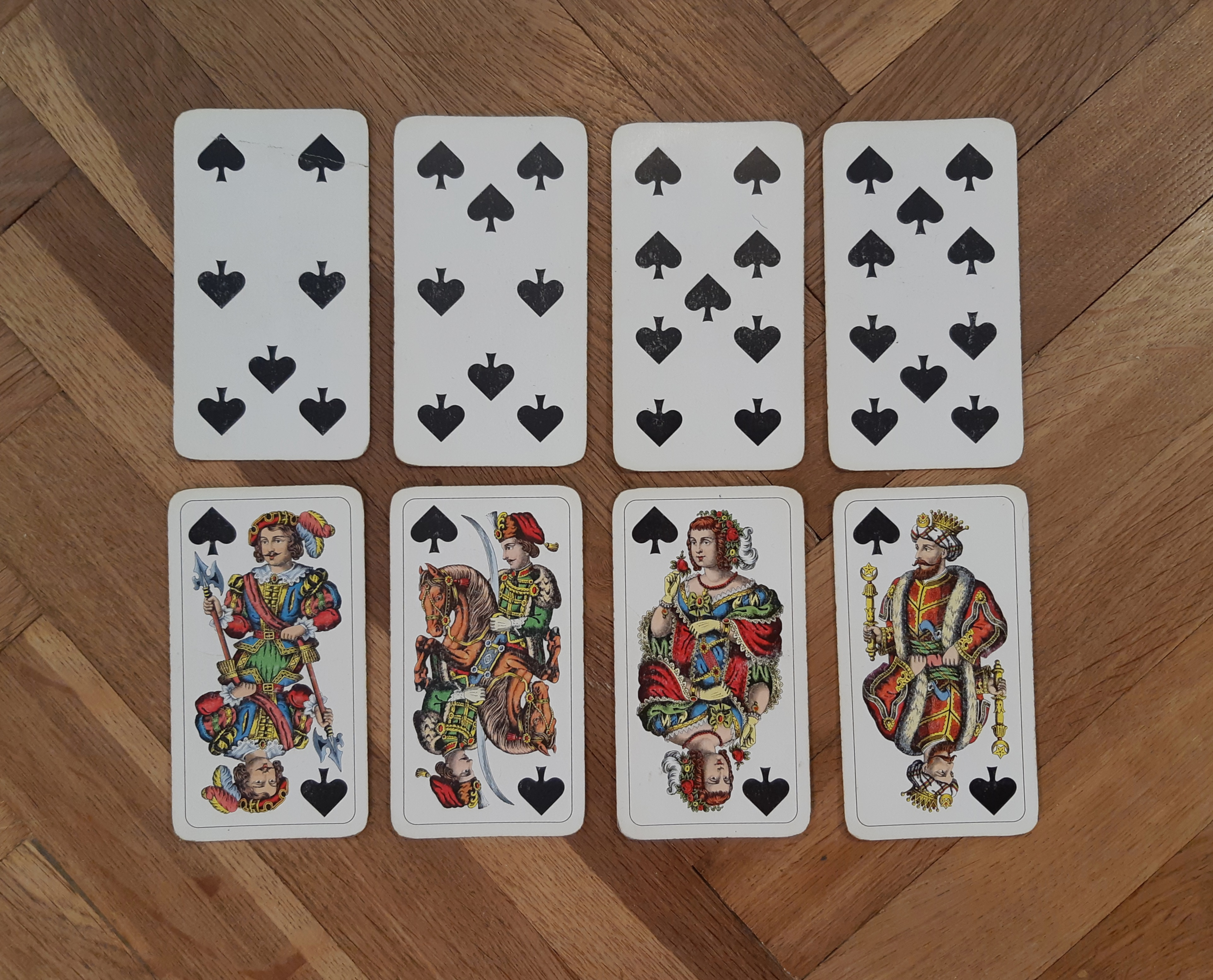
pikové karty
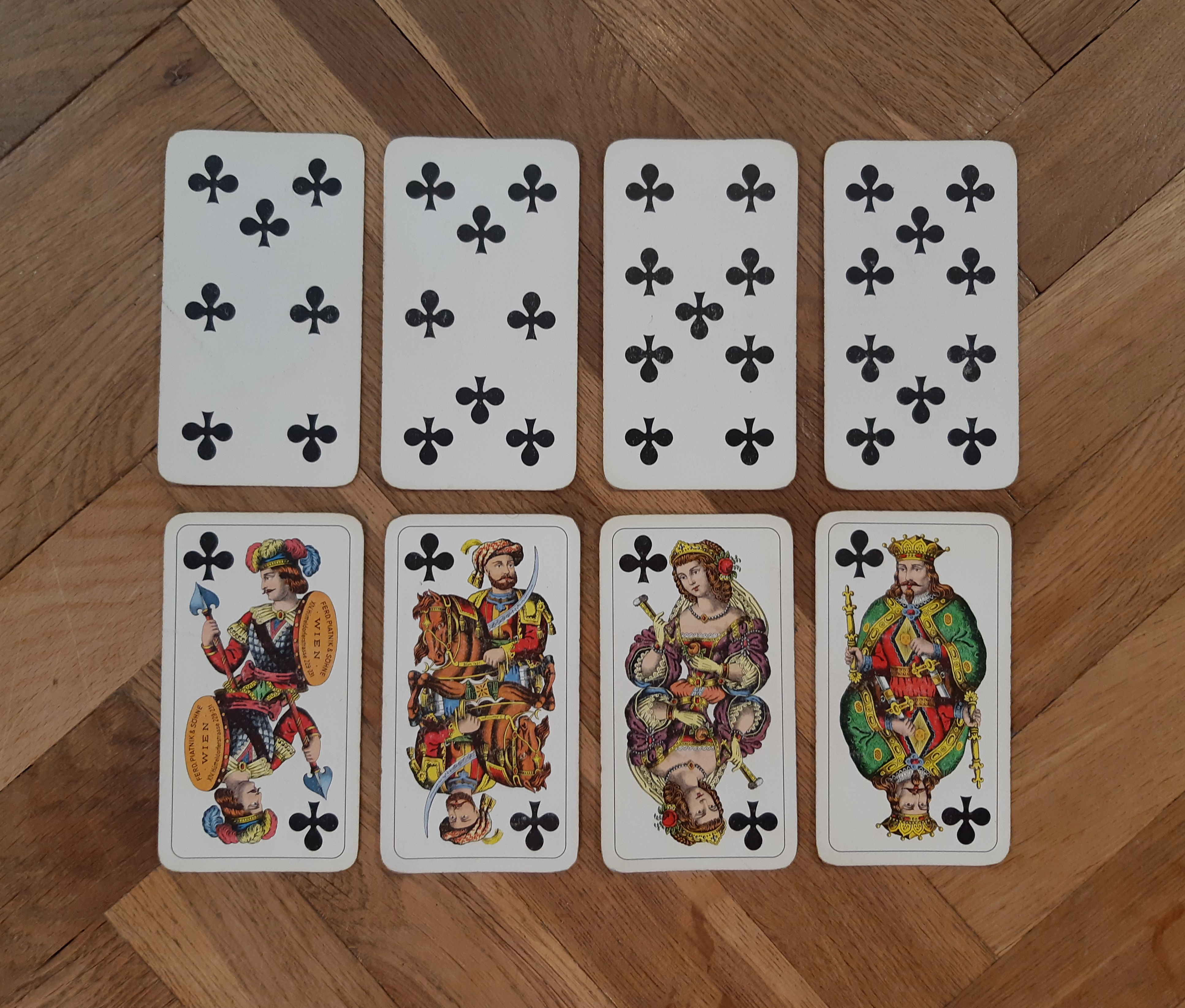
křížové karty